# كلية الموسي للعلوم الصحية
كلية الموسي للعلوم الصحية هي إحدى الكليات الخاصة التي تهتم بدراسة مجالات التمريض في محافظة الأحساء في المنطقة الشرقية في المملكة العربية السعودية.

## التاريخ
تأسست كلية الموسى للعلوم الصحية في عام 2019، أبرمت الكلية عدت اتفاقيات مع نظام شركاء الرعاية الصحية (PHS)، ومع نظام متكامل للصحة الأكاديمية الرائدة في الولايات المتحدة، ومع شركاء الرعاية الصحية الدولية، ومع معهد MGH للمهن الصحية، ومع أيضًا نظام شركاء الرعاية الصحية في بوسطن في الولايات المتحدة.

## الدراسة
تمنح كلية الموسى للعلوم الصحية الطالبات درجة بكالوريوس العلوم في التمريض، وتبلغ مدة الدراسة في الكلية أربع سنوات بالإضافة إلى سنة الامتياز، ويبلغ عدد الساعات المعتمدة لحصول علي درجة البكالوريوس 140 ساعة معتمدة، وتتوفر في الكلية مكتبة متخصصة.

## شروط الكلية
يجب توافر بعض الشروط لمتقدم الكلية مثل حصول الطالبة علي شهادة الثانوية العامة لقسم العلمي بنسبة لا تقل عن 75%، وبنسبة لا تقل عن 60% في درجة اختبار القدرات، وبنسبة لا تقل عن 65% في درجة اختبار التحصيلى، وبنسبة لا تقل عن 65% في النسبة الموزونة، وعدم مضي خمس سنوات على الحصول على شهادة الثانوية العامة في القسم العلمي.